# Scenopinus aquelonius
Scenopinus aquelonius är en tvåvingeart som beskrevs av Kelsey 1969. Scenopinus aquelonius ingår i släktet Scenopinus och familjen fönsterflugor.
Artens utbredningsområde är British Columbia. Inga underarter finns listade i Catalogue of Life.